# Eutychide
Eutychide là một chi bướm ngày thuộc họ Bướm nâu.